# Nummerinformatiedienst (Nederland)
Een nummerinformatiedienst was een service die mensen helpt een telefoonnummer te kunnen vinden.

## Geschiedenis
Sinds de invoering van de telefoon in Nederland in 1892 is er een behoefte in de markt om telefoonnummers te kunnen vinden.
Deze behoefte werd door het toenemende aantal aansluitingen al snel groter en er werden, om deze behoefte te kunnen bevredigen, inlichtingendiensten en -gidsen in het leven geroepen.
De diensten werden in het begin gratis aangeboden om daarmee het telefoonverkeer te stimuleren. De kosten werden in de kostprijs van de gesprekken verrekend. Door de enorme toeloop in de jaren zestig werden de kosten substantieel en werd besloten voor deze dienst een tarief in te voeren. De hoeveelheid vragen naar telefoonnummers via een agent/telefoniste vond haar hoogtepunt in het midden van de jaren negentig. Meer dan 100 miljoen keer werd de inlichtingendienst gebeld met de vraag naar een telefoonnummer.
De markt kreeg door de opkomst van cd-rom en gidsen op internet alternatieve mogelijkheden om telefoonnummers te zoeken. Gelijk met deze nieuwe media wordt het aantal nummers drastisch groter door de opkomst van de mobiele telefoon en de daarbij horende nummers. Ook de vraag naar e-mailadressen en URL's komt momenteel op. Ook zijn er nog VoIP nummers.
De grotere mobiliteit van mensen en het op steeds jongere leeftijd betrokken zijn in de communicatie zullen zeker nog een verschuiving in het gebruik van inlichtingendiensten te zien geven. KPN is tot nu toe vrijwel een monopolist geweest in de markt van telefonische inlichtingen. De prijzen waren laag en de inspanning die moest worden geleverd om een complete actuele databank te onderhouden, te kostbaar voor andere marktpartijen. In het kader van de Europese regelgeving wordt ernaar gestreefd concurrentie ook in deze markt te bevorderen door de incumbents te verplichten de tarieven op een minimaal kostendekkend niveau aan te bieden en niet meer te subsidiëren uit gespreksopbrengsten. Sinds juli 2003 zijn de aanbieders verplicht tarieven te hanteren die hieraan voldoen.
Meestal is er ook nog informatie aan toegevoegd over het adres en het beroep of bedrijf van de gezochte. Soms is er ook informatie te vinden over mobiele- en fax-nummers en e-mailadressen.
Van oorsprong was de dienst gericht op doorverbinding: de telefoniste werd opgeroepen en verbond de beller door met de gevraagde aansluiting. In het begin waren er niet eens telefoonnummers, de naam van de opgeroepene was voldoende. Later, toen de klant zelf het nummer kon kiezen, werd alleen nog het gevonden telefoonnummer door de telefoniste opgelezen. In de jaren negentig is opnieuw het doorverbinden geïntroduceerd, en werd het oplezen door de telefoniste vervangen door een geautomatiseerde uitspraak van het gevonden telefoonnummer (Automated Number Release, ofwel ANR).

## Uitfasering van 118
Sedert medio april 2007 zijn nummerinformatiediensten niet meer algemeen beschikbaar via het 118-nummer. Het ministerie heeft een nieuwe reeks nummers aangewezen voor nummerinformatie, daarop aangestuurd door Europese regelgeving. Nieuw toegewezen nummers zijn nummers in de 18xy-reeks: 1800 tot en met 1899, zonder netnummer. Betrokken marktpartijen hebben besloten dat 1818 niet zal worden ingezet, om verwarring met het oude 118 te voorkomen. De OPTA heeft in juli 2006 beschikbare nummers onder marktpartijen geveild; op 28 februari 2007 waren er 31 nummers uitgegeven. De mogelijkheid om de oude 0900-nummers te gebruiken blijft gewoon bestaan.
Hoewel op de OPTA-site een overzicht te vinden is van de uitgegeven nummers, blijkt in de praktijk dat die nummers niet goed bereikbaar zijn. Bij de presentatie van aanbieders is de volgende sortering gebruikt: eerst de aanvragers die aan de OPTA-veiling hebben meegedaan (op volgorde van bieding), en vervolgens de overige aanbieders, op volgorde van toekenning van het nummer door OPTA.

## Data
| Datum    | Gebeurtenis                                                                                              |
| -------- | --- |
| 1892     | Introductie van inlichtingendiensten (wisselende nummers per plaats) en gidsen                           |
| 1933     | Introductie van 008 (gratis).                                                                            |
| 1984     | Invoering van tarief voor 008 (ƒ 0,15 per gesprek). In telefooncellen blijft 008 gratis.                 |
| 1991     | Omnummering naar 06-8008                                                                                 |
| 1994     | Tariefaanpassing van 06-8008 (wordt ƒ 0,60 per gesprek)                                                  |
| ca. 1995 | Omnummering naar 0900-8008                                                                               |
| 1998     | Tariefaanpassing van 0900-8008 (wordt ƒ 1,50 per gesprek)                                                |
| ca. 1999 | Introductie van 118 in het kader van Europese harmonisatie                                               |
| ca. 1999 | Introductie van EasyConnect 988                                                                          |
| 2003     | OPTA dwingt kostendekkend tarief voor 118 af (wordt € 0,60 per gesprek)                                  |
| 2004     | Omnummering van EasyConnect 988 naar 118                                                                 |
| 2004     | Doorverbinden wordt mogelijk bij 118                                                                     |
| 2006     | Introductie van 18xy (1800 t/m 1899)                                                                     |
| 2007     | 118-nummerinformatie wordt uitgefaseerd, per 1 april is nummerinformatie alleen nog via 18xy opvraagbaar |
| 2014     | uitfasering van 0900-8008                                                                                |

## Bereikbaarheid
Nummerinformatiediensten zijn bereikbaar op verschillende soorten manieren:
- Specifieke nummers in de 18xy-reeks (1800 t/m 1899) zoals 1850, 1820 of 1800.
- 0900-servicenummers zoals 0900-1313
- Online via internet
- Via sms
- Op papier via huis aan huis aangeboden gidsen

## Heden
Nummerinformatiediensten zijn bereikbaar via de daarvoor ingerichte 1800 t/m 1899-reeks. Belangrijke eigenschap van alle nummers in deze reeks is dat zij "Als eerste en primair een nummer verstrekken" zoals bepaald door OPTA. De mogelijkheden van elke dienst variëren. Ook de tarifering verschilt van nummer tot nummer.

### Bemande diensten
Over het algemeen voorzien de nummerinformatiediensten in een bemande dienst. Een callcenteragent neemt het gesprek aan, vindt het nummer en verbindt de klant door. De grote nummerinformatiediensten zoals 1850, 1800 en 1888 sturen de mobiele beller een sms-bericht met het gevonden telefoonnummer en bijbehorende adresgegevens. Sommige diensten bieden de mogelijkheid meerdere vermelding per gesprek op te vragen en deze ook als sms te ontvangen.

### Spraakherkenning
Er zijn nog enkele diensten gebaseerd op spraakherkenning. Een computer neemt het gesprek aan en vraagt vervolgens naar plaats en naam. Het systeem stelt vervolgens een aantal gevonden nummers voor en verbindt de beller door.

### Vernieuwingen
Diensten proberen met hun tijd mee te gaan. Een dienst als 1850 is inmiddels gestart met een conference calling-dienst via een alternatief nummer. Daarnaast heeft deze dienst een loyalty spaarprogramma van Air Miles geïntroduceerd (oktober 2010). Via 1888 van KPN is het mogelijk via een sms naar (de shortcode) 1888 een op locatie gebaseerde zoekopdracht te sturen.

### De markt
De nummerinformatiemarkt is verdeeld over drie grote spelers. Te weten 1800, 1850 en 1888. 1850 Nummerinformatie is de grootste onafhankelijke nummerinformatiedienst van Nederland. 1888 is de nummerinformatiedienst van KPN. 1800 Nummerinformatie, voorheen Vodafone-nummerinformatie, is de kleinste van de drie groten en richt zich vooral op de zakelijke markt. 